# Jordan River Bridge
Die Jordan River Bridge ist eine zweispurige Straßenbrücke im Südosten des australischen Bundesstaates Tasmanien. Sie befindet sich im Verlauf des East Derwent Highway (B32) zwischen Gagebrook und Bridgewater und überquert den Jordan River.